# 馬場大拓
馬場 大拓（ばば だいたく、1983年6月30日 - ）は、日本のバレーボール指導者。

## 来歴
兵庫県美方郡新温泉町出身。
兵庫県立浜坂高等学校から日本体育大学に進学し、1年生の6月から女子バレーボール部のコーチを務める。大学卒業後は日本体育大学大学院に進学。
神戸学院大学女子バレーボール部やベトナムのクラブチームのコーチを経て、2015年にJTマーヴェラスのコーチに就任。
2018年からは中田久美が監督を務める日本女子代表のコーチとなった。
2020年9月、埼玉上尾メディックスのコーチに就任。2024年5月の第72回黒鷲旗をもって退団。
2024年6月、PFUブルーキャッツ石川かほくの監督に就任した。

## 所属チーム
- 日本体育大学女子バレーボール部 コーチ（2002-2012年）
- 神戸学院大学女子バレーボール部 コーチ（2012-2015年）
- Thong Tin Lien Viet Postbank（英語版）Group2 コーチ（2015年）
- JTマーヴェラス コーチ（2015-2018年）
- 日本女子代表 コーチ（2018-2020年）
- 埼玉上尾メディックス コーチ（2020-2024年）
  - U18日本女子代表 コーチ（第14回アジアU18選手権）
  - 日本女子代表 コーチ（2023年女子アジア選手権）
- PFUブルーキャッツ石川かほく 監督（2024年-）